# HD 114762 Ab
« HD 114762 b » redirige ici. Pour HD 114762 B, le compagnon de HD 114762 A, voir HD 114762.
HD 114762 b, formellement HD 114762 Ab, est un objet en orbite autour de l'étoile HD 114762 A, la naine (classe de luminosité V) jaune-blanc (type spectral F) composante principale de la binaire spectroscopique HD 114762. Découverte en 1989 par la méthode des vitesses radiales, sa masse minimale de 11 masses joviennes laissait penser qu'il pourrait s'agir d'une naine brune voire d'une exoplanète,, ce qui en aurait fait la première connue. Les mesures d'astrométrie obtenues près de trente ans après semblent cependant montrer que l'orbite est vue de façon quasi-polaire et que HD 114762 Ab est donc probablement une petite étoile naine rouge. Elle se situe à une distance d'environ 132 al (~40,6 pc) du Soleil, dans la constellation de la Chevelure de Bérénice.

## Découverte
D'après Alan Hale, HD 114762 Ab a été suspectée, dès 1984, par Michel Mayor et Éric Maurice.
HD 114762 Ab a été découverte par la méthode des vitesses radiales,, en 1989, par David W. Latham, Robert P. Stefanik, Tsevi Mazeh, Michel Mayor et Gilbert Burki. Ce fut ainsi le premier objet extrasolaire de masse substellaire détecté, tant par cette technique que de façon générale. Son existence a été confirmée en 1991 par William D. Cochran, Artie P. Hatzes et Terry J. Hancock, de l'observatoire McDonald,.

## Un objet d'un type nouveau quoique encore incertain
Sa masse minimale, 11 fois supérieure à la masse de Jupiter, rend sa classification incertaine : son inclinaison orbitale n'étant pas connue, sa vraie masse ne l'est pas non plus, et il peut donc s'agir soit d'une planète très massive (de type super-Jupiter), soit d'une naine brune peu massive. Dans les deux cas, il s'agit d'une première : soit la première planète extrasolaire découverte (trois ans avant les planètes du pulsar PSR B1257+12), plus particulièrement la première planète autour d'une étoile de la séquence principale (six ans avant 51 Pegasi b), soit la première naine brune (six ans avant Teide 1).
Selon une étude de Flavien Kiefer prépubliée en octobre 2019 et basée sur les données du télescope spatial Gaia, HD 114762 b serait vraisemblablement une naine rouge d'une masse de 107+31
 −27 masses joviennes.

## Désignations et nom
HD 114762 Ab a été sélectionnée par l'Union astronomique internationale (UAI) pour NameExoWorlds, la consultation publique préalable au choix, par l'UAI, de la désignation populaire de 305 exoplanètes découvertes avant le 31 décembre 2008 et réparties entre 260 systèmes planétaires hébergeant d'une à cinq planètes. Initiée par l'UAI et organisée conjointement avec le projet de sciences citoyennes Zooniverse, NameExoWorlds est ouverte depuis le 13 janvier 2015. Elle s'achèvera en août 2015, par l'annonce des résultats, lors d'une cérémonie, dans le cadre de la XIXe Assemblée générale de l'UAI qui se tiendra à Honolulu (Hawaï).
En 2020, cet objet n'a toujours pas de nom officiellement reconnu. Cependant, lors d'une célébration en l'honneur des 50 ans en astronomie de David Latham, il a été décidé de nommer officieusement cet objet la « planète de Latham » (Latham's Planet en anglais). Ce nom n'est cependant par reconnu par l'Union astronomique internationale. Il a par ailleurs été donné avant que la nature d'étoile naine rouge de cet objet ne soit établie.